# System Shock
System Shock ist ein Ego-Shooter mit Rollenspielelementen, entwickelt von den Looking Glass Studios und von Origin Systems vertrieben. Das PC-Spiel erschien erstmals 1994 für MS-DOS. Ebenfalls 1994 folgte eine auf CD-ROM erhältliche „Enhanced Edition“, die zusätzlich Sprachaufnahmen bot und dank Super-VGA eine bessere Grafik. Die „Enhanced Edition“ ist dadurch insgesamt atmosphärischer als die erste Veröffentlichung. 1995 erfolgte eine Macintosh-Portierung des Spiels für Mac OS ab System 7.1/PowerPC, 1996 eine Version für den PC-98.
Das Spiel vereint eine überdurchschnittliche Spielerfreiheit mit der Unmittelbarkeit der Egoperspektive und enthält viele Elemente des Cyberpunk-Genres. Es gilt zusammen mit der Thief-Reihe als wichtiger Einfluss für das von Warren Spector entwickelte Deus Ex. 1999 folgt mit System Shock 2 ein Nachfolger. 2015 wurde die Entwicklung eines weiteren Ablegers mit dem Arbeitstitel System Shock 3 angekündigt. Warren Spector leitet die Entwicklung des dritten Teils.
Am 30. Mai 2023 erschien das technisch grundlegend überarbeitete Remake von System Shock.

## Handlung
Im Jahr 2072 erledigt der vom Spieler gelenkte Protagonist auf der Raumstation Citadel einen Hacker-Auftrag für „Edward Diego“, den korrupten Vizepräsidenten der TriOptimum Corporation. Er erhält Level-eins-Zugriff auf die Künstliche Intelligenz SHODAN (englisch: Sentient Hyper-Optimized Data Access Network), die Citadel kontrolliert, und entfernt ihre ethischen Beschränkungen. Zur Belohnung erhält er Amnestie und ein militärisches Cyberspace-Interface. Als er nach seinem sechsmonatigen künstlichen Heilungsschlaf erwacht, muss er feststellen, dass die Besatzung der Station größtenteils tot oder zu Monstern mutiert ist.
Im Verlauf der weiteren Handlung findet der Spieler heraus, dass SHODAN größenwahnsinnig geworden ist, alle anderen Menschen auf der Station getötet oder in Cyborgs umgewandelt hat und nun die Menschheit bedroht. Der Spieler muss sich durch die verschiedenen Decks der Station durchkämpfen, erfährt dabei immer mehr von der Verschwörung SHODANs und muss diverse Attacken auf die Erde vereiteln. Auf dem Weg zum Brückendeck besiegt er den ebenfalls zum Cyborg umgeformten Diego und stellt sich zum Showdown der KI im Cyberspace.

## Technik und Spielmechanik
Die für die damalige Zeit leistungsfähige 3D-Grafik-Engine war in ihren Fähigkeiten der bekannten Doom-Engine teilweise überlegen. So erlaubte sie beispielsweise schräge Ebenen, Brücken und variable Schwerkraft. Die Steuerung erfolgt wie bei einem Ego-Shooter aus Sicht der Spielfigur, gestaltet sich jedoch vergleichsweise komplizierter durch eine Anzahl von zusätzlichen Bewegungsmöglichkeiten (zum Beispiel ducken, kriechen, um die Ecke spähen und klettern). Die rudimentäre Physik-Engine war für diese Zeit revolutionär; so fielen zum Beispiel an die Wand geworfene Gegenstände von selbst zu Boden. Ebenfalls revolutionär waren Cyberspace-Sequenzen, in denen der Spieler in einer virtuellen Umgebung Schalter umlegen musste, die in der realen Spielumgebung Hindernisse beseitigten oder Türen freigaben.
Es wurde viel Wert auf eine fesselnde Geschichte mit vielen Wendungen gelegt, statt nur auf reine Action. Tatsächlich kann man in den Einstellungen festlegen, ob man das Spiel eher auf Actionspiel oder auf Rollenspiel auslegen will. Typisch für Rollenspiele war auch die Möglichkeit, seine Spielfigur zu entwickeln. Dazu waren im Spiel Implantate und Upgrade-Module versteckt, die dem Spieler zusätzliche oder verbesserte Fähigkeiten verliehen.
System Shock gilt als ein frühes Beispiel für ein Computerspiel in einem Genre, das heute als immersive Simulation bezeichnet wird. So werden Spiele bezeichnet, die dem Spieler im Rahmen des Spielsystems möglichst große Freiheiten und durch vorhandene Spielmechaniken die Option geben, sein Ziel auf verschiedenen Wegen zu erreichen, wobei das Spielsystem auf die Aktionen des Spielers reagiert. So mag der Spieler einen Feind schleichend umgehen, einen anderen Weg finden, den Gegner ablenken oder ihn mit Gewalt ausschalten. Weitere Spiele in dieser Tradition sind unter anderem Deus Ex, die BioShock-Reihe und Dishonored.
In der englischen CD-ROM-Version (Enhanced Version) wurde SHODAN von Terri Brosius, Keyboarderin der Band Tribe, gesprochen, die danach auch weiteren Computerspielcharakteren ihre Stimme lieh, unter anderem in der Thief-Reihe. Die Samplings wurden von Eric Brosius, ihrem Ehemann und Gitarrist bei Tribe, durch ständiges Variieren von Tonhöhe und Geschwindigkeit, mehrfaches Übereinanderlegen verschiedener Versionen desselben Samples und „Stottern“ so verfremdet, dass sich eine charakteristische Stimme ergab, die der von der Kunstfigur aus Max Headroom ähnlich ist.
Das berühmteste Zitat der Sprachausgabe lautet:

“L-l-look at you, hacker. A p-p-pathetic creature of meat and bone, panting and sweating as you r-run through my corridors-s. H-h-how can you challenge a perfect, immortal machine?”

„Sch-schau dich an, H-h-hacker. Ei-ei-eine erbärmliche Kreatur aus Fleisch und Knochen, die keu-keuchend und schwitzend durch meine Korridore rennt. Wie kannst du eine p-perfekte, unsterbliche Maschine herausfordern?“

Das Wort „Hacker“ ist in der deutschen Sprachausgabe nur schwer herauszuhören.
Um System Shock auf aktuellen Windows-Versionen spielen zu können, wurden Community-Patches entwickelt.

## Rezeption
Laut PC Games hob sich von System Shock von anderen 3D-Actionspielen seiner Zeit ab. Es bot Rollenspiel- und Adventure-Elemente abseits der Shooter-Mechanik. Die technische Qualität von Grafik und Sound sowie die dadurch erzeugte Atmosphäre hob das Spiel von Konkurrenzprodukten ab. Die bunte Farbpalette sei hingegen nicht jedermanns Geschmack. Der Gewaltgrad sei sehr hoch. Der abschnittsweise durch Drahtgittermodelle dargestellte Cyberspace überzeugte nicht. PC Joker hob das Automapping sowie die originellen Ausflüge in die Cyberwelt hervor. Das Spiel sei jedoch komplex, die Steuerung gewöhnungsbedürftig und letztendlich eher für Fans von Abenteuerspielen geeignet. Die Anforderungen an die Hardware seien hoch. PC Player verglich System Shock mehr mit Spielen wie Shadowcaster als klassischen Shootern oder Rollenspielen. Die düster beklemmende Endzeit-Atmosphäre und die detaillierte Grafik überzeugten. Der feingliedrig konfigurierbare Schwierigkeitsgrad sei einmalig. Das Spiel böte spannende Cyberpunk-Atmosphäre wie einst Neuromancer laut Power Play. Die Story habe zahlreiche Wendungen und das Leveldesign sei anspruchsvoll und detailliert.

## Neuauflage
Ein Remake von System Shock wurde von Nightdive Studios mit Hilfe der Crowdfunding-Plattform Kickstarter finanziert und mehrfach verschoben. Im April 2018 wurde die Mac-Version des ursprünglichen Quelltextes im Zuge der Neuauflage von Nightdive Studios auf Github unter der GNU General Public License veröffentlicht.
Am 30. Mai 2023 ist das Remake für den PC erschienen, Konsolenversionen folgten 2024.